# Karadut, Musabeyli
Karadut là một xã thuộc huyện Musabeyli, tỉnh Kilis, Thổ Nhĩ Kỳ. Dân số thời điểm năm 2010 là 327 người.